# 泪阜
泪阜是位於眼睛内角（内眦部）的粉红色小球状结节，它表面為帶有皮脂腺和汗腺的上皮。眼睛过敏时，由于组织和泪膜中會釋放組織胺，泪阜可能会发炎和感覺到瘙痒。